# Stolnica v Cefalùju
Stolnica v Cefalùju (italijansko: Duomo di Cefalù) je rimskokatoliška bazilika v Cefalùju na Siciliji. Je ena od devetih struktur, vključenih na Unescov seznam svetovne dediščine, znanega kot Arabsko-normanski Palermo ter stolnici v Cefalùju in Monrealu.
Stolnica je bila postavljena med letoma 1131 in 1240 v normanskem arhitekturnem slogu, otok Sicilijo pa so Normani osvojili leta 1091. Po tradiciji so stavbo postavili po zaobljubi, ki jo je svetemu Odrešeniku dal kralj Rogerij II. Sicilski, potem ko je pobegnil pred nevihto in pristal na mestni plaži. Stavba je trdnjavskega značaja in gledano od daleč prevladuje nad obzorjem okoliškega srednjeveškega mesta. Daje močan vtis prisotnosti Normanov.

## Zgodovina
Stolnica je bila zgrajena na dolgo poseljenem območju, o čemer priča prisotnost rimske ceste in starokrščanskega mozaika. Gradnja se je začela leta 1131, mozaiki apside so se začeli izdelovati leta 1145, istega leta pa so postavili sarkofage, ki jih je Rogerij II. priskrbel za svoj in žene grob.
Po letu 1172 je cerkev doživela obdobje propadanja. Leta 1215 je Friderik II. Hohenstaufen oba sarkofaga preselil v stolnico v Palermu. Gradnja stolnice se je kmalu zatem nadaljevala, fasada je bila dokončana leta 1240. Leta 1267 jo je posvetil Rodolphe de Chevriêres, škof iz Albano.
Leta 1472 je bil med obema stolpoma fasade dodan portik Ambrogija da Coma.

## Opis

### Arhitektura
Pred stolnico je velik terasast predprostor, ki je bil prvotno pokopališče. Po tradiciji je bil ustvarjen iz zemlje, ki so jo prinesli iz Jeruzalema, za katero so verjeli, da ima lastnosti, ki so povzročile hitro mumifikacijo trupel.
Za fasado sta značilna dva velika normanska stolpa z okni s paličevjem, vsak nadgrajen z majhno konico, dodano v 15. stoletju. Vsak zvonik je drugačen: eden ima kvadratni tloris, obdan s cinami v obliki plamena, slednje pa simbolizira papeško oblast in mitro; drugi ima osmerokotni tloris in gibelinske cine, ki simbolizirajo kraljevsko in posvetno moč.
Portik iz 15. stoletja ima tri oboke, dva zunanja koničasta, podprta s štirimi stebri in obočnimi rebri. Pod portikom so Porta Regum (Kraljeva vrata) z drobno okrašenim marmornatim portalom ob stenskih poslikavah.
Notranjost stolnice ima obliko latinskega križa, razdeljena na glavno in dve stranski ladji z arkadami iz antičnih stebrov: štirinajst v roza granitu in dva v  cipollinu. Baze in kapiteli so iz 2. stoletja našega štetja. Dva velika kapitela, ki podpirata slavolok ladje, je verjetno naredila apulijska delavnica sredi 12. stoletja.
Streha ladje je bila spuščena, kot je razvidno z zunanje strani stavbe. Transept je višji od ladij. Medtem ko so deli stavbe obokani, deli pa imajo odprto leseno streho, ima prezbiterij rebrast kamniti obok.
Onstran križišča je cerkev nenavadna kombinacija slogov, ki je v bistvu romanski v svojih masivnih preprostih oblikah z gotskim šilastim lokom. Ta značilnost je vidna tudi v Monrealski stolnici. Je predhodnica gotskega sloga, ki naj bi se v pariški regiji razvil v nekaj letih.
Cerkev ima tri apside. Spodnji dve bočni apsidi imata zgornje dele zunanjosti okrašene s slepimi arkadami majhnih prekrižanih lokov in izklesanimi konzolami, ki so jih pogosto uporabljali tudi v Monrealu. Konzole so iz let 1215–1223 in prikazujejo maske, glave živali in človeške figure v zakrčenih položajih. Konzole srednje apside so novejše. Prvotna srednja apsida je imela tri velika okrogla okna, ki so bila pozneje zaprta, da so pridobili prostor za mozaik in večje osrednje okno ogivalne oblike. Na koncih transepta sta še dva para okroglih oken.

#### Križni hodnik
Stolnica ima križni hodnik, v katerega se lahko vstopi znotraj cerkve. Arkada ima koničaste oboke, od katerih vsak sloni na vitkih, parnih stebrih. Oblika se ne razlikuje od oblike španskega in nekaterih francoskih križnih hodnikov; sestavljeni kapiteli povezanih stolpcev so v svojih motivih normanski in drugi bolj generično romanski. Ta križni hodnik je vzor za zaporedne normanske križne hodnike na Siciliji, zlasti za Monreale.

### Umetnost

#### Mozaiki v prezbiteriju
Verjetno je bilo načrtovano, da je celotna cerkev okrašena z mozaikom, vendar je bila ta zaključena le na območju prezbiterija. Mozaik še vedno pokriva apsido in približno polovico stranskih sten. Rogier II. je iz Konstantinopla pripeljal mojstre v tehniki mozaika. Svojo tradicionalno bizantinsko dekorativno umetnost so prilagodili arhitekturni strukturi, ki je bila severnoevropskega izvora.
Prevladujoča figura okrasne sheme je doprsni kip Kristusa Pantokratorja, upodobljen na polkupoli apside z roko, dvignjeno v blagoslovu. V levi roki drži Janezov evangelij, ki ga je mogoče prebrati v grščini in latinščini: »Jaz sem luč sveta. Kdor hodi za menoj, ne bo hodil v temi, temveč bo imel luč življenja« (Jn 8,12).
V zgornjem nivoju apsidalne stene je upodobljena Blažena Devica Marija z dvignjenimi rokami, obdana s štirimi nadangeli. V drugem in tretjem nivoju so na obeh straneh srednjega okna figure apostolov in evangelistov, postavljene v skladu z načrtovanim teološkim programom.
Mozaična dekoracija se razteza v prezbiterij, na stranskih stenah so figure prerokov in svetnikov. Na desni steni ob kraljevem prestolu so kraljevi liki, medtem ko so na levi strani ob škofovem prestolu duhovniške figure. Vsako figuro spremlja napis v grščini ali latinščini, ki opisuje upodobljeni lik. Na okrasju križno obokanega stropa so upodobljeni štirje kerubini in štirje serafini.
Glavne figure, Kristusa Pantokratorja in Device Marije, so oblečene v modro barvo, osvetljenost pa daje ozadje zlatih ploščic. Delo je najvišjega reda, ki kaže na eleganco v drapiranju oblačil figur in v občutljivosti njihovih obrazov in kretenj. Šteje se za najboljši bizantinski mozaik v Italiji in je primerljiv z drugimi lepimi pozno bizantinskimi deli iz Carigrada.
Bizantinski mozaik je bil dokončan pred letom 1170. Spodnji del in stranske stene prezbiterija so bili dokončani šele v 17. stoletju. Pokrivali so predhodne slike, o katerih so danes ostale redke sledi.

#### Drugo
Od prvotne poslikane dekoracije lik Urbana V. s konca 14. stoletja na stebru na levem prehodu; in Madona na prestolu iz 15. stoletja v levem kraku transepta ostajata.
V baziliki je več nagrobnih spomenikov, vključno s poznoantičnim sarkofagom, srednjeveškim in pomembnim grobom škofa Castellija iz 18. stoletja.
Krstilnica iz 12. stoletja, izklesana iz enega samega kamnitega bloka, je okrašena s štirimi majhnimi izklesanimi levi. V cerkvi sta tudi platno Madone iz delavnice Antonella Gaginija (16. stoletje) in poslikan leseni križ Guglielma da Pesara (1468). Orgle so velik dvoročni inštrument s samostojno konzolo in navadnimi cevmi nad lesenim kovčkom.
Na stropu ladje je poslikan okras z doprsnimi kipi, domišljijskimi živalmi in drugimi motivi, verjetno delo arabskih obrtnikov.
Od leta 1985 je bilo umetnici iz Palerma, Michele Canzoneri, naročena izdelava 72 sodobnih, abstraktnih vitražnih oken na podlagi epizod iz Stare in Nove zaveze. Ti so sprožili nekaj polemik glede sloga.

#### Starokrščanski mozaiki
Izkopavanja na območju stolnice so razkrila dele barvnega mozaika iz 6. stoletja. Prikazujejo goloba, ki pije, dele dveh drugih ptic, dve majhni drevesi in rožo v obliki lilije, zaprto v okvir z motivi ogivala in romba.
Ta mozaik je verjetno pripadal že obstoječi bizantinski baziliki. To območje Cefalùja je bilo obiskano vsaj do 8. stoletja, ko je bilo škofovski sedež.